# BMX XXX
BMX XXX es un videojuego de deportes de 2002 desarrollado por Z-Axis y publicado por Acclaim Entertainment bajo su sello AKA Acclaim para Xbox, PlayStation 2 y GameCube. Si bien es principalmente un título de deporte extremo basado en ciclismo BMX, el juego pone un énfasis distintivo en el humor sexual y subido de tono, y permite al jugador crear personajes femeninos que están completamente en toples. El juego también incluye imágenes desbloqueables de acción en vivo de estríperes de la vida real, cortesía de Scores, un club de estriptis con sede en Nueva York. 
BMX XXX comenzó a desarrollarse en 2001 como una entrada tradicional en la serie Dave Mirra Freestyle BMX y fue inicialmente anunciado como Dave Mirra Freestyle BMX 3. Los ejecutivos de Z-Axis y Acclaim, influenciados por un mercado abarrotado de videojuegos de deportes extremos, una situación financiera terrible y el éxito comercial de la serie Grand Theft Auto, decidieron insertar desnudez y humor maduro en el juego para aumentar la publicidad y las ventas. Aunque Dave Mirra inicialmente apoyó el concepto propuesto, su nombre finalmente se disoció del título luego de su presentación en la E3. Los miembros del equipo de desarrollo no estaban contentos con el cambio de dirección y algunos intentaron distanciarse de la producción.
A pesar de una agresiva campaña publicitaria, la distribución del juego se vio obstaculizada por diversas circunstancias; los principales minoristas se negaron a vender el título, Sony Computer Entertainment se negó a publicar la versión de PlayStation 2 a menos que la desnudez femenina en toples fuera censurada, y el juego fue inicialmente prohibido en Australia.
Tras su lanzamiento, BMX XXX recibió críticas mixtas de los críticos, quienes sintieron que el juego carecía de innovación a pesar de su contenido. Aunque se elogió el esquema de control y la actuación de voz, las opiniones sobre la banda sonora fueron mixtas y los críticos criticaron la cámara, el diseño de niveles, los objetivos de la misión, las imágenes y el humor. Como resultado de su distribución limitada y la pérdida del respaldo de celebridades, BMX XXX fue un fracaso comercial. Posteriormente se convirtió en un factor en una serie de demandas contra Acclaim por parte de Mirra y los accionistas de la empresa, y fue citado como uno de varios fracasos que contribuyeron a la quiebra y liquidación de Acclaim en 2004.

## Modo de juego
BMX XXX es un videojuego de deportes de ciclismo BMX de estilo libre con énfasis en el humor sexual y subido de tono. El personaje del jugador puede personalizarse por nombre, género y atributos físicos, o seleccionarse entre varios personajes prefabricados; la capacidad de crear ciclistas femeninas en toples se habilita cuando la campaña para un jugador se completa por completo. El ciclista del jugador puede realizar una variedad de trucos en el aire con la combinación de una dirección en la cruceta o la palanca de mando izquierda y un botón. El jugador también puede hacer grind sobre rieles, repisas u otras superficies similares, y puede salir del grind saltando en el aire o perdiendo el equilibrio. El jugador recibe puntos al realizar trucos completos y aterrizar mientras la bicicleta está correctamente orientada. El personaje del jugador será expulsado de su bicicleta si no está orientado para un aterrizaje exitoso o si choca contra algo con una parte del cuerpo o de la bicicleta que no sean sus pies, ruedas o clavijas de grind durante un truco. El personaje del jugador también será expulsado si pierde el equilibrio y golpea un obstáculo demasiado rápido o en un ángulo pronunciado. En caso de accidente, la puntuación del jugador se restablece.
La campaña para un jugador se divide en ocho niveles, seis de los cuales se basan en una serie de desafíos que el jugador debe completar para avanzar al siguiente nivel. Los desafíos a menudo se inician interactuando con un personaje dentro del nivel, quien le dará al jugador un objetivo que cumplir. Completar diez desafíos dentro de un nivel otorgará acceso al siguiente nivel. Esparcidas dentro de cada nivel hay cuatro piezas de bicicleta coleccionables; Acumular juegos completos de seis piezas dentro de la campaña desbloquea bicicletas mejoradas que mejoran el rendimiento del jugador. Cada nivel también presenta una serie de 45 objetos coleccionables, como monedas, así como 20 huecos en el terreno por descubrir. Completar ciertos desafíos desbloquea secuencias de video de estríperes en video de movimiento completo, con videos desbloqueados en niveles posteriores que muestran una cantidad cada vez mayor de desnudez. Dos de los niveles son competiciones que requieren que el jugador realice una variedad de trucos y gane una medalla.
El juego incluye tres modos multijugador en los que dos jugadores humanos compiten entre sí. En «Strip Challenge», los jugadores intentan lograr la combinación de trucos con la puntuación más alta. Cuando un jugador rompe el récord, el personaje del oponente pierde una prenda de vestir y el juego termina cuando un jugador deja desnudo a su oponente. En «Skillz», los jugadores compiten para lograr la puntuación más alta en una carrera de dos minutos, y en «Paintball», un jugador debe recolectar todos los radiocasete s dentro de un nivel mientras su oponente intenta atacarlos estilo francotirador.

## Desarrollo
En 2001, el desarrollador de Dave Mirra Freestyle BMX, Z-Axis, comenzó la producción de la tercera entrega de la serie, con el objetivo de expandir la tecnología e incluir características como una historia, actuación de voz y un juego basado en misiones. El artista principal, Mark Girouard, describió la narrativa original del juego como centrada en un equipo de BMX de gira por los Estados Unidos. En enero de 2002, el editor de la serie Acclaim Entertainment anunció Dave Mirra Freestyle BMX 3, que habría presentado al ciclista de BMX de estilo libre Dave Mirra junto con otros dieciséis profesionales.
Por esta época, el género de los deportes extremos se había popularizado, lo que llevó a los ejecutivos de Z-Axis y Acclaim a reflexionar sobre nuevos ángulos para aumentar la publicidad. Durante una reunión entre las partes, alguien sugirió en broma agregar estríperes al juego. Si bien esto inicialmente provocó risas, el grupo luego comenzó a considerar seriamente la idea, y Acclaim esperaba que atraer a una audiencia mayor aumentaría las ventas. El coordinador de mercadotecnia de Acclaim, Zach Smith, señaló que la decisión de la compañía de insertar desnudos en el juego estuvo influenciada por su terrible situación financiera en ese momento, y el productor ejecutivo de Acclaim, Shawn Rosen, citó además el éxito comercial de la serie Grand Theft Auto como el catalizador para respaldar un título orientado a adultos. El director Glen Egan reconoció el creciente éxito de los juegos con clasificación M y se sintió alentado a perseguir la clasificación por su irritación por tener que eliminar referencias a drogas y malas palabras de las canciones en las bandas sonoras de los dos juegos Dave Mirra anteriores.
En marzo de 2002, Mirra y Acclaim comenzaron a discutir la posibilidad de adjuntar su nombre al título, lo que Mirra consideró que sería un juego más irónico y maduro comparable a la película paródica Airplane!. Rosen afirmó que, si bien Mirra encontró divertido el concepto propuesto, los patrocinadores advirtieron a Mirra que el juego sería perjudicial para su imagen. Acclaim recurrió a las comedias sexuales y a Jackass como inspiración para el humor sexual y los diálogos obscenos del juego. Egan también citó la serie de vídeos Camp Kill Yourself de Bam Margera como una influencia en el humor y la acción audaces e irreverentes del juego. Para el juego, Acclaim se asoció con el club de estriptis Scores, con sede en Nueva York, y se incluyeron imágenes de sus empleadas como contenido desbloqueable. El diseñador principal Tin Guerrero postuló que esta decisión fue influenciada por la popularidad de Howard Stern en ese momento, siendo Scores aparentemente su club de estriptis favorito. El metraje fue filmado por Acclaim sin la participación de Z-Axis.
El cambio de dirección del juego requirió que el equipo de desarrollo de Z-Axis rediseñara una cantidad significativa de contenido que habían completado hasta el momento, reestructurando lo que habría sido Dave Mirra Freestyle BMX 3 en Dave Mirra BMX XXX. Los miembros del equipo quedaron consternados por la decisión, y Girouard la recordó como «el mayor shock creativo que he experimentado en un juego durante todos estos años». Algunos integrantes intentaron distanciarse de la producción dejando sus nombres completos fuera de los créditos, optando por abreviar sus apellidos o utilizar nombres de personajes históricos como Fletcher Christian. El equipo no pudo objetar debido al apoyo de la dirección de la empresa a la dirección y su obligación contractual de múltiples juegos con Acclaim en relación con la serie Dave Mirra. A pesar de sentirse frustrado por las circunstancias, el equipo de desarrollo no trabajó de manera superficial y se mantuvo motivado para crear un juego satisfactorio. El juego se ejecuta en el mismo motor utilizado anteriormente por Aggressive Inline de Z-Axis. El guion fue escrito por el cocreador de Happy Tree Friends, Warren Graff.
El 19 de agosto de 2002, Acclaim anunció que el nombre de Dave Mirra había sido eliminado del título y que él y los demás ciclistas profesionales, así como el equipo con licencia, no aparecerían en el juego. Jeff Gerstmann de GameSpot especuló que Acclaim tomó la medida para preservar el control creativo sobre el contenido del juego y al mismo tiempo evitar daños a las imágenes de los ciclistas y fabricantes de equipos previamente involucrados. Si bien Egan estaba perplejo por la decisión de Acclaim considerando la supuesta importancia de Mirra para la propiedad, Guerrero alegó como factor una relación amarga entre Acclaim y Mirra. Independientemente, el acuerdo de licencia de Acclaim con Mirra se mantuvo intacto, con un título de Dave Mirra Freestyle BMX 3 planeado para su lanzamiento. El juego se lanzaría para Game Boy Advance el 25 de noviembre de 2002.

## Comercialización y lanzamiento
Dave Mirra BMX XXX se presentó en la E3 en mayo de 2002. IGN PS2, en sus «Premios Mejor de E3 2002», la nombró segunda en la categoría «Mayor Sorpresa», describiéndola como «una sorpresa en todos los sentidos de la palabra» y proclamando que  «cualquier título que esté trabajando duro para perfeccionar la 'tecnología de movimiento de tetas' merece una doble mirada cuestionable».
En septiembre de 2002, circuló el rumor de que Sony Computer Entertainment no aprobaría la versión del juego para PlayStation 2 (PS2) a menos que se eliminara cierto contenido sexual. El 4 de noviembre, los representantes de Acclaim, Alan Lewis y Tara Blanco, confirmaron el rumor y afirmaron que la versión de PS2 sería editada para eliminar la desnudez en toples. Un representante anónimo de Sony afirmó que las imágenes femeninas en toples representaban una amenaza perjudicial para la marca de consolas de Sony y creía que no era fundamentalmente crucial para la experiencia de juego.
Acclaim lanzó una agresiva campaña publicitaria de entre 3 y 4 millones de dólares para el juego, con chistes irreverentes y el lema This is BMX? («¿Esto es BMX?»). El 17 de octubre de 2002, Acclaim dio a conocer la banda sonora del juego, que consiste en una mezcla de rock y hip hop clásico y moderno. El 7 de noviembre, Acclaim lanzó un concurso «Miss BMX XXX», en el que las concursantes presentaron una fotografía digital de ellas mismas o de un amigo, que estaba sujeta a votación pública. El ganador fue trasladado en avión a la ciudad de Nueva York y escoltado hasta Scores por Gary Dell'Abate y K.C. Armstrong de The Howard Stern Show.
El 14 de octubre de 2002, Reuters informó que Walmart, Toys "R" Us y KB Toys se habían negado a vender el título. Aunque Guerrero consideró la moción de Walmart como un «golpe de daga», encontró humor en la distribución contemporánea de armas y municiones por parte del minorista. BMX XXX se lanzó en Norteamérica para Xbox el 15 de noviembre de 2002, para PlayStation 2 el 16 de noviembre, y para GameCube el 25 de noviembre.  En el Reino Unido, fue lanzado para GameCube y Xbox el 6 de diciembre y para PlayStation 2 el 7 de febrero de 2003. Sería el último juego de Z-Axis para Acclaim antes de su adquisición por parte de Activision, que se anunció al mismo tiempo que la presentación del juego en el E3. Aquellos que reservaron el juego en EB Games o GameStop recibieron una camiseta gratis. El juego fue prohibido inicialmente en Australia, pero fue lanzado en el país después de que se eliminara su contenido sexual.

## Recepción
BMX XXX recibió críticas «mixtas o promedio» en todas las plataformas según el agregador de reseñas de videojuegos Metacritic, y algunos críticos concluyeron que el juego carecía de innovación fuera de su vulgaridad y contenido sexual. Todd Zuniga, de la Official U.S. PlayStation Magazine, denunció además el juego como«el peor ejemplo de lo que son capaces de hacer los juegos de PS2» y lo describió como tímido en todos los aspectos del juego. Sin embargo, Steve Steinberg de GameSpy y los críticos de Nintendo Power consideraron que era una experiencia de juego sólida a pesar de su contenido crudo, y Steinberg señaló que la «retorcida novedad» del juego no podía funcionar en otros géneros y funcionó debido a las características fundamentales de jugabilidad del juego. Scott Steinberg de Playboy también opinó que el título estaba en su punto más fuerte fuera de sus elementos cómicos, atribuyendo las mejoras de la jugabilidad a lo largo de una franquicia más mundana.
Se encontró que el esquema de control era en su mayoría cómodo e intuitivo, aunque Bryn Williams de GameSpy y Justin Nation de Planet GameCube consideraron que el sistema de acrobacias estaba simplificado en comparación con otros títulos de deportes extremos como Tony Hawk's Pro Skater 4. Aunque Jeff Gerstmann de GameSpot quedó impresionado por la variedad de trucos, consideró que ninguno de ellos parecía especial o importante y señaló que las peculiaridades poco realistas del motor del juego reducían la sensación de desafío. Scott Alan Marriott de AllGame, Dan Leahy de Electronic Gaming Monthly y AM Urbanek de TechTV observaron una falta de inercia en la bicicleta del jugador, lo que contribuyó a una sensación de inconsistencia en los controles. Aunque Steve Steinberg elogió la cámara por ser sólida y lógicamente colocada, otros la criticaron por ser saltarina y entrecortada, con Marriott y Matt Casamassina de IGN citando una tendencia a rebotar en paredes y barreras, y Zuniga expresando frustración por tener que detener la cámara de la bicicleta para mirar a su alrededor. Se decía que los niveles no eran tan grandes y creativos como los de los esfuerzos anteriores de Z-Axis, y su diseño fue calificado de estéril, con una abundancia de espacios desprovistos de características. Los revisores se quejaron de los objetivos vagos del desafío, que se vieron exacerbados por la falta de cualquier fuente de dirección u orientación; Steve Steinberg y Gerstmann citaron un caso específico de una de las primeras misiones que asignaba al jugador la tarea de perseguir a un «fruitbooter» sin dar ninguna indicación de que el término sea una jerga despectiva para un patinador que patina en línea recta. La necesidad de regresar a la posición de un personaje no jugador para volver a intentar un desafío fallido fue una molestia adicional, y Matt Helgeson de Game Informer señaló que los personajes no siempre permanecen en su puesto. Helgeson, su colega crítico de Game Informer Justin Leeper, y Aaron Boulding de IGN no estaban entusiasmados con la gran cantidad de misiones de búsqueda del tesoro, aunque Leeper encontró algunos objetivos divertidos, y Casamassina elogió su presentación. Socrates de TeamXbox disfrutó del modo multijugador, pero sintió que la falta de lascivia de la campaña para un jugador hacía que el modo pareciera indistinto de otros títulos de deportes extremos. Steve Steinberg se sintió incómodo con el modo Paintball y se preguntó cómo se mantuvo intacto después de que varios juegos se retrasaron o se reelaboraron después de los atentados del 11 de septiembre de 2001. Se observó que los videos de estríperes no eran lo suficientemente explícitos para el título «XXX», y los revisores sintieron que eran demasiado difíciles de desbloquear para que valieran la pena el esfuerzo, particularmente para los adultos que tienen medios más fáciles para acceder a contenido explícito.
Las evaluaciones de las imágenes en general fueron desfavorables, y algunos críticos las encontraron comparables a un título de PS1. Si bien la animación y la velocidad de fotogramas fueron elogiadas por su suavidad, los personajes fueron criticados por sus modelos en bloques, movimientos corporales rígidos, y texturas borrosas. Algunos señalaron que los modelos de personajes toscos iban en contra del intento de atractivo sexual del juego, y Tom Bramwell de Eurogamer comentó que «desde Orchid en el Killer Instinct original no había visto recursos tan angulares». Nation observó además que una ciclista en toples en un videojuego en tercera persona tenía poca función más allá de la novedad debido a la posición de la cámara detrás de su espalda, así como a su posición encorvada. Dan Amrich de GamePro y Casamassina citó problemas de colisión ocasionales en los que los ciclistas se hunden temporalmente a través del suelo o una pared. Mientras que Gerstmann y Casamassina describieron los entornos como grandes en alcance, Nick Valentino de GameZone consideró que no eran tan grandes o impresionantes como los de Aggressive Inline, y él y Bramwell encontraron que algunas áreas eran sencillas y poco interesantes. Marriott notó una ventana emergente distante y consideró que la personalización del pasajero no era lo suficientemente amplia. Socrates comentó que los entornos «parecen recubiertos con una capa de vaselina», y consideró que los videos de estríperes eran el elemento más atractivo del juego. Boulding y Valentino también elogiaron la calidad profesional de los videos, y Boulding afirmó que «podrían convencerte de que estás viendo un episodio de G String Divas pero sin todas esas conversaciones y emociones». Nation, sin embargo, determinó que la producción era de bajo presupuesto y dijo que «parece copiada de una copia de una cinta Super-8 más antigua».
La banda sonora se clasificó como una combinación de rock, punk, hip hop y ska típica del género de deportes extremos, y Casamassina comentó que las selecciones, aunque bien ejecutadas, «parecen aparecer en todas las bandas sonoras de deportes extremos del universo». Si bien Marriott, Amrich y su colega crítico de GamePro, Tokyo Drifter, admiraron la banda sonora, Bramwell y Helgeson no quedaron cautivados, y Bramwell agradeció la opción de la versión de Xbox de insertar una lista de reproducción personalizada. Valentino encontró extraña la prominencia minimizada de la música de fondo, y Gerstmann quedó perplejo por la edición de la banda sonora de insultos raciales y referencias a drogas considerando el énfasis de la campaña publicitaria en la obscenidad. A Boulding le molestó una falla de audio que causaba que las listas de reproducción personalizadas comenzaran nuevamente desde la primera pista cada vez que la música se pausaba por un motivo de juego, como iniciar un desafío. Los efectos de sonido se consideraron monótonos y corrientes. Las reacciones a la actuación de voz fueron en su mayoría positivas, y Socrates explicó que las voces y acentos humorísticos transmitían con éxito el tono alegre del juego, aunque Boulding y Urbanek notaron que el pequeño grupo de actores era evidente, y los comentarios de los peatones fueron ridiculizados como repetitivos. Marriott y Gerstmann fueron más negativos y describieron las voces en off como irritantes y perjudiciales para los intentos de humor del juego.
El humor fue generalmente descartado por ser juvenil y desagradable, aunque Williams y Casamassina encontraron efectivos algunos de los chistes. Helgeson comentó que el contenido «no era nada que llamara la atención de HBO», y concluyó que aquellos que tenían la edad suficiente para comprar el título serían demasiado mayores para sorprenderse. Urbanek también vio ironía en el grupo demográfico que creía que encontraría divertido el juego siendo demasiado joven para comprarlo. Nation explicó que los chistes del juego, además de ser cansinos, carecían de contexto y entrega, y estuvo de acuerdo en que la falta de sofisticación del juego en su humor o contenido sexual, combinada con la jugabilidad corriente, dejó a su audiencia confusa. Marriott consideró absurdo el concepto de un título deportivo clasificado para adultos y encontró desagradable la presentación del juego de un tono urbano sórdido, proclamando que «ser bombardeado con vendedores desagradables y peatones molestos donde quiera que vaya debe considerarse una forma de angustia mental». Nation, Zuniga y Urbanek acusaron el contenido del juego de misoginia y racismo, y Nation se preguntó: «¿Por qué objetivar a las mujeres y estereotipar varias razas y clases sociales de manera tan cruel, recibiendo un montón de críticas en el proceso, y luego conformarse con una excusa tan pobre para un recompensa en todos los niveles?».

## Legado
En febrero de 2003, Mirra presentó una demanda de 20 millones de dólares contra Acclaim alegando que BMX XXX dañaba su imagen. Explicó que Acclaim supuestamente usó su nombre y su imagen para promocionar BMX XXX después de que ambas partes acordaron desvincular su nombre del producto. La demanda comprendía un total de 11 reclamos, entre ellas competencia desleal, daño a la reputación empresarial y dilución. El director de relaciones públicas de Acclaim, Alan Lewis, denunció que la demanda era infundada y declaró que Acclaim lucharía vigorosamente contra ella. El mes siguiente, los accionistas de Acclaim presentaron dos demandas adicionales alegando que la dirección de la empresa engañó a ella y al público en cinco cuentas de información errónea relevante para las operaciones de la empresa, incluida la divulgación inadecuada de los planes de la empresa para publicar juegos con temática para adultos. Las demandas afirmaban que títulos como BMX XXX «impedían materialmente la capacidad de la empresa para acceder a canales minoristas amplios» y dañaban las proyecciones de ingresos. El 27 de octubre de 2003, Acclaim anunció que la demanda de Mirra se había resuelto sin que ninguna de las partes pagara daños monetarios ni de otro tipo, y que el acuerdo de licencia de Mirra continuaría hasta 2011. Además, Acclaim confirmó el desarrollo de un nuevo juego Dave Mirra BMX para sistemas de próxima generación.
La distribución limitada del juego y la pérdida del respaldo de celebridades hicieron que BMX XXX se convirtiera en el título de BMX de menor venta de Acclaim hasta la fecha. Según Egan, el juego vendió poco más de 160 000 copias en diciembre de 2005, ganando poco menos de 5 millones de dólares durante su vida útil. El fracaso financiero y la falta de atractivo para el mercado masivo de BMX XXX, entre otros títulos, se citaron como un factor en la quiebra y liquidación de Acclaim en 2004. Rosen dejó Acclaim poco después del lanzamiento del juego y finalmente abandonó la industria de los videojuegos, habiendo establecido un negocio estanques koi en 2017.
GameSpy incluyó la concepción del juego y la violación por parte de Acclaim de su acuerdo de no utilizar el nombre y la imagen de Mirra para promocionar el juego en su lista de «25 momentos más tontos en los juegos». Mike Williams de USgamer, dentro de su lista de «10 juegos que acabaron con una franquicia», consideró que BMX XXX y turok: Evolution eran los «dos clavos en el ataúd de Acclaim». En 2015, el juego estaba entre varios títulos cuya transmisión Twitch prohibió. Todd Ciolek de IGN, en una retrospectiva que cubre los principales errores de los editores de juegos, describió a BMX XXX como el «último grito de atención» de Acclaim en una serie de trucos publicitarios desesperados por parte de la compañía financieramente en problemas.

### Citas
1. ↑  Dickson, 2002, p. 4.
2. ↑  Dickson, 2002, pp. 18—19.
3. 1 2 3 4 5  Dickson, 2002, pp. 13—17.
4. 1 2 3 4 5 6 7  Steinberg, Steve (11 de diciembre de 2002). «BMX XXX (Xbox)». GameSpy. Archivado desde el original el 21 de diciembre de 2002. Consultado el 18 de marzo de 2016.
5. ↑  Dickson, 2002, pp. 6—12.
6. 1 2 3 4 5 6  Leeper, Justin (Enero de 2003). «BMX XXX (Xbox)». Game Informer (117): 106. Archivado desde el original el 24 de noviembre de 2003. Consultado el 17 de marzo de 2016.
7. ↑  Dickson, 2002, pp. 17—18.
8. 1 2 3 4 5 6 7 8 9 10 11 12  Hester, Blake (5 de octubre de 2017). «'It Made Absolutely No Sense:' the Story of BMX XXX». Vice. Archivado desde el original el 24 de enero de 2020. Consultado el 7 de septiembre de 2022.
9. ↑  «Acclaim Announces Dave Mirra 3». IGN. 31 de enero de 2002. Archivado desde el original el 17 de abril de 2004. Consultado el 7 de septiembre de 2022.
10. 1 2 3 4 5 6  Packwood, Lewis (31 de marzo de 2023). «The Making of: BMX XXX - "We Were Building This Beautiful Skate Park And Ended Up With A Strip Club"». Time Extension. Hookshot Media. Archivado desde el original el 31 de marzo de 2023. Consultado el 31 de marzo de 2023.
11. 1 2 3  «Dave Mirra Sues Acclaim». IGN. 14 de febrero de 2003. Archivado desde el original el 2 de julio de 2004. Consultado el 27 de noviembre de 2007.
12. ↑  «Dave Mirra Splits». IGN. 19 de agosto de 2002. Archivado desde el original el 17 de abril de 2004. Consultado el 7 de septiembre de 2022.
13. 1 2  Gerstmann, Jeff (19 de agosto de 2002). «Acclaim splits BMX line, renames M-rated BMX game». GameSpot. CNET Networks. Archivado desde el original el 16 de diciembre de 2002. Consultado el 7 de septiembre de 2022.
14. ↑  Lewis, Alan B. (25 de noviembre de 2002). «Dave Mirra Freestyle BMX 3 Ships». Acclaim Entertainment. Archivado desde el original el 3 de agosto de 2004. Consultado el 6 de octubre de 2022.
15. 1 2  Dunham, Jeremy (23 de mayo de 2002). «E3 2002: Dave Mirra XXX». IGN. Archivado desde el original el 6 de abril de 2004. Consultado el 17 de marzo de 2016.
16. ↑  «IGNPS2's Best of E3 2002 Awards». IGN. 29 de mayo de 2002. Archivado desde el original el 11 de abril de 2004. Consultado el 7 de septiembre de 2022.
17. ↑  «Off the Record 9-28-02». IGN. 27 de septiembre de 2002. Archivado desde el original el 5 de abril de 2004. Consultado el 8 de septiembre de 2022.
18. ↑  «BMX XXX Censored on PS2». IGN. 4 de noviembre de 2002. Archivado desde el original el 4 de abril de 2004. Consultado el 8 de septiembre de 2022.
19. ↑  «Why Sony Censored BMX XXX». IGN. 6 de noviembre de 2002. Archivado desde el original el 5 de abril de 2004. Consultado el 8 de septiembre de 2022.
20. ↑  Tran, Khan (21 de octubre de 2002). «Acclaim counting on sex to spice up game sales». The Palm Beach Post. Archivado desde el original el 21 de diciembre de 2021. Consultado el 21 de diciembre de 2021.
21. 1 2  «Sex, Bikes, and Rock'n Roll». IGN. 17 de octubre de 2002. Archivado desde el original el 6 de abril de 2004. Consultado el 7 de septiembre de 2022.
22. ↑  «Who's the Next Ms. BMX XXX?». IGN. 7 de noviembre de 2002. Archivado desde el original el 17 de abril de 2004. Consultado el 7 de septiembre de 2022.
23. ↑  Parker, Sam (14 de octubre de 2002). «Retailers pass on BMX XXX». GameSpot. CNET Networks. Archivado desde el original el 2 de febrero de 2003. Consultado el 7 de septiembre de 2022.
24. ↑  Lewis, Alan B. (13 de noviembre de 2002). «AKA Acclaim Ships BMX XXX for Xbox(TM)». Acclaim Entertainment. Archivado desde el original el 3 de agosto de 2004. Consultado el 20 de marzo de 2023.
25. ↑  Lewis, Alan B. (15 de noviembre de 2002). «AKA Acclaim's BMX XXX in Stores This Weekend for PlayStation®2 Computer Entertainment System». Acclaim Entertainment. Archivado desde el original el 3 de agosto de 2004. Consultado el 20 de marzo de 2023.
26. ↑  Lewis, Alan B. (25 de noviembre de 2002). «AKA Acclaim Releases BMX XXX for Nintendo GameCube(TM)». Acclaim Entertainment. Archivado desde el original el 3 de agosto de 2004. Consultado el 20 de marzo de 2023.
27. ↑  Berghammer, Billy (14 de noviembre de 2002). «News Article: BMX XXX Shipping Dec. 6 In the UK». Planet GameCube. Archivado desde el original el 8 de mayo de 2003. Consultado el 20 de marzo de 2023.
28. ↑  Bramwell, Tom (6 de diciembre de 2002). «What's New?». Eurogamer (en inglés británico). Archivado desde el original el 19 de abril de 2003. Consultado el 19 de abril de 2023.
29. ↑  Bramwell, Tom (7 de febrero de 2003). «What's New?». Eurogamer (en inglés británico). Archivado desde el original el 24 de abril de 2003. Consultado el 19 de abril de 2023.
30. ↑  «E3 2002: Activision Buys Z-Axis». IGN. 23 de mayo de 2002. Archivado desde el original el 17 de abril de 2004. Consultado el 7 de septiembre de 2022.
31. ↑  Dawson, Ed (17 de octubre de 2002). «BMX XXX banned in Australia». GameSpot. CNET Networks. Archivado desde el original el 2 de diciembre de 2002. Consultado el 8 de septiembre de 2022.
32. ↑  «BMX XXX for GameCube Reviews». Metacritic. CBS Interactive. Archivado desde el original el 2 de enero de 2011. Consultado el 17 de marzo de 2016.
33. ↑  «BMX XXX for PlayStation 2 Reviews». Metacritic. CBS Interactive. Archivado desde el original el 11 de febrero de 2011. Consultado el 17 de marzo de 2016.
34. ↑  «BMX XXX for Xbox Reviews». Metacritic. CBS Interactive. Archivado desde el original el 14 de febrero de 2011. Consultado el 17 de marzo de 2016.
35. 1 2 3 4 5 6 7 8 9 10  Bramwell, Tom (29 de noviembre de 2002). «BMX XXX (Xbox)». Eurogamer. Archivado desde el original el 11 de marzo de 2003. Consultado el 18 de marzo de 2016.
36. 1 2 3 4 5 6  Helgeson, Matt (Enero de 2003). «BMX XXX (PS2)». Game Informer (117): 92. Archivado desde el original el 2 de agosto de 2008. Consultado el 17 de marzo de 2016.
37. 1 2 3 4 5 6 7 8  Gerstmann, Jeff (11 de noviembre de 2002). «BMX XXX Review». GameSpot. CNET Networks. Archivado desde el original el 13 de noviembre de 2002. Consultado el 17 de septiembre de 2022.
38. 1 2 3 4 5 6 7 8 9 10 11  Valentino, Nick (5 de diciembre de 2002). «BMX XXX Review - PlayStation 2 Game». GameZone. Archivado desde el original el 19 de diciembre de 2002. Consultado el 18 de marzo de 2016.
39. 1 2 3 4 5 6 7 8 9 10 11 12 13 14  Casamassina, Matt (2 de diciembre de 2002). «Gamecube: BMX XXX». IGN. Archivado desde el original el 19 de abril de 2003. Consultado el 18 de marzo de 2016.
40. 1 2 3 4 5 6 7 8 9 10 11 12 13 14 15 16 17 18  Boulding, Aaron (12 de noviembre de 2002). «Xbox: BMX XXX Review». IGN. Archivado desde el original el 1 de diciembre de 2002. Consultado el 18 de marzo de 2016.
41. 1 2 3 4 5 6 7 8  Nation, Justin (14 de enero de 2003). «Planet GameCube Reviews: BMX XXX». Planet GameCube. Archivado desde el original el 24 de febrero de 2003. Consultado el 18 de septiembre de 2022.
42. 1 2 3 4 5 6 7 8 9  Urbanek, AM (22 de noviembre de 2002). «BMX XXX (Xbox) Review». TechTV. Archivado desde el original el 22 de noviembre de 2002. Consultado el 17 de septiembre de 2022.
43. 1 2 3 4 5  Zuniga, Todd (Febrero de 2003). «Reviews: BMX XXX». Official U.S. PlayStation Magazine (Ziff Davis): 101.
44. ↑  Shepperd, Christopher; Sinfield, George; Stein, Jessica Joffe; Pelland, Scott; Grimm, Steven (Febrero de 2003). «Now Playing: BMX XXX». Nintendo Power (165): 155.
45. 1 2 3 4  Steinberg, Scott (15 de noviembre de 2002). «BMX XXX». Playboy. Archivado desde el original el 16 de diciembre de 2002. Consultado el 18 de marzo de 2016.
46. 1 2 3 4 5 6 7 8  Hsu, Dan "Shoe"; Leahy, Dan; Tsao, Jennifer (Febrero de 2003). «Review Crew: BMX XXX (Xbox)». Electronic Gaming Monthly (Ziff Davis) (163): 152.
47. 1 2 3 4 5 6 7  Tokyo Drifter (11 de diciembre de 2002). «BMX XXX Review for Xbox on GamePro.com». GamePro (IDG Entertainment). Archivado desde el original el 26 de mayo de 2006. Consultado el 18 de marzo de 2016.
48. 1 2 3 4 5 6  Williams, Bryn (11 de diciembre de 2002). «GameSpy: BMX XXX (GCN)». GameSpy. Archivado desde el original el 1 de diciembre de 2005. Consultado el 18 de marzo de 2016.
49. 1 2 3 4 5 6 7 8 9 10  Mariott, Scott Alan. «BMX XXX (Xbox) - Review». AllGame. Archivado desde el original el 15 de noviembre de 2014. Consultado el 18 de marzo de 2016.
50. 1 2 3 4  Amrich, Dan (11 de diciembre de 2002). «BMX XXX Review for PS2 on GamePro.com». GamePro (IDG Entertainment). Archivado desde el original el 12 de febrero de 2005. Consultado el 18 de marzo de 2016.
51. 1 2 3 4 5 6 7 8 9 10 11 12 13 14 15  Socrates (22 de febrero de 2003). «BMX XXX». TeamXbox. Archivado desde el original el 31 de marzo de 2003. Consultado el 12 de septiembre de 2022.
52. ↑  «PlayStation 2: Acclaim Faces Dual Lawsuits». IGN. 18 de marzo de 2003. Archivado desde el original el 2 de julio de 2004. Consultado el 26 de septiembre de 2022.
53. ↑  «Acclaim Entertainment, Inc. and Dave Mirra Resolve Contractual Dispute and Resume Working Partnership». Acclaim Entertainment. 27 de octubre de 2003. Archivado desde el original el 30 de octubre de 2003. Consultado el 26 de septiembre de 2003.
54. ↑  Bangeman, Eric (2 de septiembre de 2004). «Acclaim facing bankruptcy liquidation». Ars Technica. Condé Nast. Archivado desde el original el 16 de septiembre de 2004. Consultado el 26 de septiembre de 2022.
55. ↑  Lyman, Jay (3 de septiembre de 2004). «Acclaim Bankruptcy Highlights Digital Entertainment Woes». TechNewsWorld. ECT News Network. Archivado desde el original el 26 de septiembre de 2022. Consultado el 26 de septiembre de 2022.
56. ↑  «Game maker Acclaim files for bankruptcy». CNET. Red Ventures. 3 de octubre de 2004. Archivado desde el original el 23 de octubre de 2021. Consultado el 26 de septiembre de 2022.
57. ↑  «The 25 Dumbest Moments in Gaming: Acclaim vs. Mirra». GameSpy. 13 de junio de 2003. Archivado desde el original el 10 de octubre de 2004. Consultado el 27 de septiembre de 2022.
58. ↑  Williams, Mike (4 de abril de 2014). «10 Games That Killed a Franchise». USgamer. Gamer Network. Archivado desde el original el 7 de abril de 2014. Consultado el 3 de diciembre de 2017.
59. ↑  McWhertor, Michael (27 de mayo de 2015). «Twitch bans Adults Only-rated games from streaming». Polygon. Vox Media. Archivado desde el original el 28 de mayo de 2015. Consultado el 27 de septiembre de 2022.
60. ↑  Ciolek, Todd (22 de junio de 2018). «A History of Game Industry Screwups». IGN. Ziff Davis. Archivado desde el original el 26 de junio de 2018. Consultado el 27 de septiembre de 2022.